# Cañaman
Cañaman es uno de los pocos grupos pioneros de reggae en España, formado por músicos de varios países.
Los orígenes de Cañaman surgen de la primera banda de reggae en Madrid en los años 1980, Desakato Dadá, en la cual, Kuko (También conocido como Ras Kuko) participaba en la percusión y en los coros de las canciones.
Cañaman ya ha compartido escenario con artistas de la talla de Desakato Dadá, The Wailers, Alpha Blondy, Anthony B, Pato Banton, The Tamlins, Culture, Rita Marley, Desmond Deker, UB 40, Albert Griffiths and the Gladiators o Luciano, tocando en España, Alemania, Francia, República Checa y Eslovaquia. 

## Discografía
- Cañaman (1997), su primer disco dio a conocer una banda de reggae en España con una notable repercusión en todos los medios de comunicación.
- Cambio de vida (2000), soul y funk tuvieron también cabida junto a la música que les define, el reggae.
- Lo mejor de Cañaman (2001), es una recopilación que surge a raíz de una versión especial elegida por TVE como cortinilla de su programación estival en sus dos cadenas.
- Fronteras (2004), es la apuesta de Cañaman por conseguir un sonido más profundo grabando el disco íntegramente en Jamaica y consiguiendo de esta manera colaboraciones de artistas como Capleton, Marcia Griffiths, Anthony B,  Louie Kulcha o Sly & Robbie. Estos últimos,  participan también en la producción del disco.
- Dub, Weed & Fyah (2006), es el último disco de Cañaman, esta vez grabado en Madrid pero mezclado en Jamaica y masterizado en Londres. Se trata de un disco doble en el que predominan las mezclas Dub y en el que también participan artistas de primera línea de Reggae como son Junior Kelly, Frisco Kid y Bongo Hermann.

## Otros proyectos
En el año 2006 algunos miembros del grupo formaron una banda paralela llamada Mad Sensi, presentando su primer trabajo llamado Power Plant, un triple CD que fue grabado y mezclado en Madrid y Kingston (Jamaica).
En este disco han colaborado Deejays & Singers de Jamaica, Europa, América y África como Luciano, Warrior King, Lutan Fyah, Mickey General & Cultureman, Chulito Camacho, Hermano L, Benjamin, etc.

## Enlaces
- Sitio oficial de Cañaman
- Sitio oficial del proyecto Mad Sensi

- Datos: Q1052125